# Костюк Юрій Григорович
Юрій Григорович Костюк (нар. 21 серпня 1910, Заградівка — пом. 10 січня 1995, Київ) — український письменник, сценарист, кандидат мистецтвознавства з 1949 року; член Спілки письменників України з 1934 року. Чоловік режисера Оксани Заброди.

## З життєпису
Народився 21 серпня 1910 року у селі Заградівка (тепер Херсонська область) в родині селянина.  Вчився на економічному факультеті Харківського інституту народного господарства. Закінчив аспірантуру при Київському державному університеті (1936). Учасник Великої Вітчизняної війни. Був редактором української студії кінохроніки (Харків, 1932—1933). У грудні 1946 року затверджений відповідальним редактором газети «Радянське мистецтво» (по 1947). Потім працював старшим науковим співробітником відділу театру та кіно Інституту мистецтвознавства, фольклору та етнографії АН України (1947—1977). Помер 10 січня 1995 року в Києві.

## Творчість
Автор п'єс, багатьох робіт, статей з питань театрознавства та кінознавства, сценаріїв фільмів: «Борис Романицький», «Мар'ян Крушельницький» (1960). 

## Відзнаки
- Заслужений діяч мистецтв УРСР з 1990 року.
- Нагороджений орденом Вітчизняної війни II-го ступеня, медалями.